# Fraxetin
Fraxetin ist ein Cumarin-Derivat, das wie sein Glucosid Fraxin in den Rinden einiger Baumarten – z. B. der chinesischen Blumen-Esche – vorkommt. Genau wie die Cumarin-Derivate Esculetin oder Scopoletin, die ebenfalls in Eschenrinden zu finden sind, spielt es eine wichtige Rolle bei der Wirksamkeit einiger Anwendungen aus der traditionellen chinesischen Medizin.

## Wirkung
Fraxetin ist ein Antioxidans. Unter anderem konnte gezeigt werden, dass die antioxidative Wirkung Fraxetin eine neuroprotektive Wirkung verleiht. In Experimenten mit menschlichen Nervenzellen konnte z. B. gezeigt werden, dass Fraxetin die neurodegenerative Wirkung von Rotenon senkt.
In Fliegen-Experimenten konnte gezeigt werden, dass Fraxetin zur Senkung oxidativen Stresses führt. Diese Wirkung beruht zum einen auf der Reaktion des Fraxetin selbst mit reaktiven Sauerstoffspezies und zum anderen auf der durch Fraxetin induzierten vermehrten Bildung von Glutathion.

## Synthese
Neben der Gewinnung von Fraxetin durch Extraktion aus natürlichen Quellen wie Eschenrinde kann Fraxetin auch durch eine Totalsynthese gewonnen werden. Als Edukt dient dabei 2,3,4-Trimethoxybenzaldehyd. Dieser wird zunächst mit Bortrichlorid zu 2,3-Dihydroxy-4-methoxybenzaldehyd umgesetzt. Die dabei entstandenen freien Hydroxygruppen werden anschließend, durch Reaktion mit Isopropylbromid und Hünig-Base mit Isopropyl-Schutzgruppen versehen. Durch anschließende Baeyer-Villiger-Oxidation mit meta-Chlorperbenzoesäure wird das Benzaldehyd über den entsprechenden Methylester zu einem Phenol umgesetzt. Unter Verwendung von Kupplungsreagentien wie Dicyclohexylcarbodiimid wird das Phenol mit Propiolsäure zu einem Propiolsäureester umgesetzt. Die dadurch eingeführte Dreifachbindung kann, katalysiert durch Gold(I)-Verbindungen, mit dem C5-Kohlenstoff des ursprünglichen Edukts reagieren und man erhält (isopropyl-geschütztes) Fraxetin.